# Claude-Louis Navier
Claude-Louis Marie Henri Navier, född 10 februari 1785 i Dijon, död 21 augusti 1836 i Paris, var en fransk väg- och vattenbyggnadsingenjör.
Navier, som blev professor vid École nationale des ponts et chaussées i Paris 1819 och vid École polytechnique där 1831, räknas bland banbrytarna för den teoretiska mekanikens tillämpning inom ingenjörskonsten och utgav åtskilliga grundläggande avhandlingar över teorin för brobyggnader, strömningsmekanik och andra närliggande områden. Hans namn tillhör de 72 som är ingraverade på Eiffeltornet.